# Referendum sull'indipendenza della Scozia del 2014
Il referendum sull'indipendenza della Scozia del 2014 si è svolto il 18 settembre per decidere se la Scozia dovesse diventare o meno uno Stato indipendente, attraverso una separazione dal Regno Unito. Il referendum ha visto la vittoria del "No" con il 55,30%.

## Contesto storico

### Formazione della Scozia e del Regno Unito

Il territorio della Scozia all'interno del Regno Unito.

La nazione scozzese, così come è conosciuta oggi, si è formata nel corso del Medioevo. Il Regno di Scozia ha combattuto una serie di guerre di indipendenza contro il Regno d'Inghilterra tra il XIII e il XIV secolo. Le due monarchie furono in unione personale a partire dal 1603, quando Giacomo VI di Scozia divenne anche Giacomo I d'Inghilterra.
Le due nazioni vennero unite sotto un unico governo quando Oliver Cromwell fu dichiarato Lord Protettore del Commonwealth nel 1653, ma questo fu sciolto quando la monarchia venne restaurata nel 1660. I regni di Scozia e Inghilterra furono successivamente uniti per formare il Regno di Gran Bretagna con l'Atto di Unione del 1707. Nel 1800, con un altro Atto di Unione, il Regno di Gran Bretagna venne a sua volta unito con il Regno d'Irlanda a partire dal 1º gennaio 1801 per formare il Regno Unito di Gran Bretagna e Irlanda.
La maggior parte dell'Irlanda ha lasciato l'Unione nel 1922, andando a formare lo Stato Libero Irlandese (poi divenuto Repubblica d'Irlanda); così, il nome completo dello Stato sovrano britannico oggi è quello di Regno Unito di Gran Bretagna e Irlanda del Nord.

### Devolution
Il Partito laburista si impegnò per la home rule a favore della Scozia durante gli anni venti, ma il tema venne abbandonato dal suo programma negli anni successivi. Il Partito nazionale scozzese (Scottish national party, SNP) venne costituito nel 1934, ma fino agli anni sessanta non ottenne notevoli successi elettorali. Un documento che chiedeva l'autogoverno per la Scozia, lo Scottish Covenant, venne firmato da 2 milioni di persone (su una popolazione di 5 milioni) alla fine degli anni quaranta.
La home rule, diventata successivamente nota come devoluzione scozzese, non diventò una seria proposta che alla fine degli anni settanta, quando il governo del laburista James Callaghan subì la pressione elettorale dello SNP.
Lo Scotland Act del 1978 creò un'Assemblea scozzese dotata di poteri devoluti dal centro, sospendendo l'entrata in vigore della legge all'approvazione del progetto mediante un referendum. Nella consultazione tenutasi l'anno successivo, una risicata maggioranza di voti venne espressa a favore della proposta, ma la normativa venne abrogata poiché non venne raggiunto un numero di voti favorevoli superiore al 40% degli aventi diritto come richiedeva la legge. Nessuna ulteriore riforma costituzionale venne proposta fino a quando i laburisti tornarono al governo nel 1997. Un secondo referendum sulla devolution si svolse nel 1997. Una netta maggioranza votò a favore sia della creazione di un Parlamento scozzese sia della proposta che il Parlamento fosse dotato del potere di variare l'aliquota base dell'imposta sul reddito personale. Lo Scotland Act del 1998 stabilì la creazione del Parlamento scozzese, che venne eletto per la prima volta il 6 maggio 1999, con il potere di legiferare all'interno della Scozia sulle materie non riservate al potere centrale.

### Lo SNP al governo della Scozia e l'accordo per il referendum

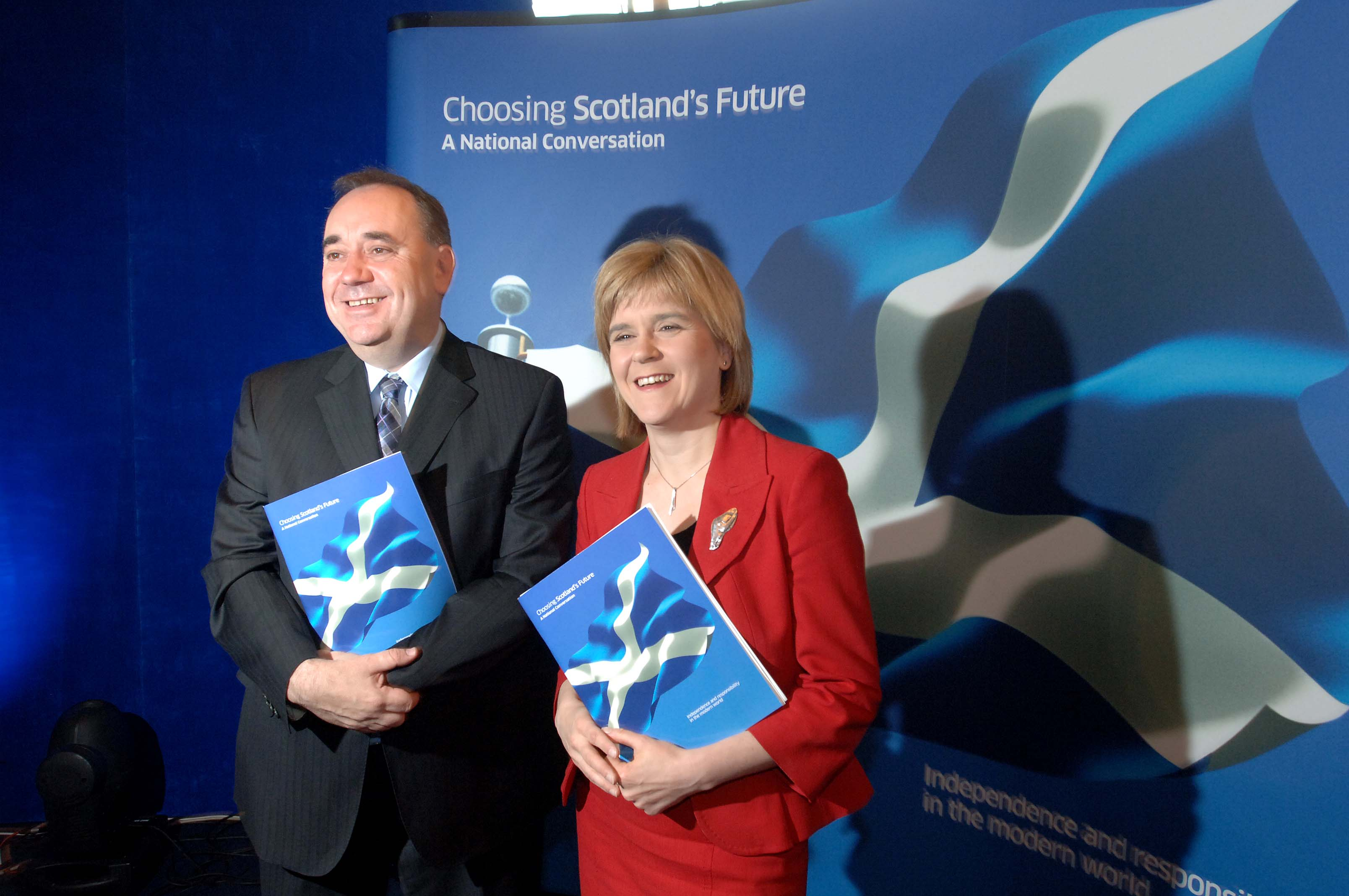
Il primo ministro scozzese, Alex Salmond, e la sua vice, Nicola Sturgeon, presentano la conversazione nazionale sul futuro della Scozia il 14 agosto 2007

L'impegno per indire un referendum sull'indipendenza della Scozia nel 2010 faceva parte del programma elettorale dello SNP per le elezioni parlamentari scozzesi del 2007. In quella tornata elettorale, il partito divenne il più rappresentato nel Parlamento scozzese e poté formare un governo di minoranza guidato dal leader Alex Salmond.
Al termine di un processo iniziato nell'agosto del 2007, quando venne lanciata una conversazione nazionale sul futuro della Scozia, il 25 febbraio 2010 il governo scozzese presentò una proposta, denominata Scotland's Future: Draft Referendum (Scotland) Bill Consultation, contenente un documento di consultazione e la bozza di un disegno di legge per il referendum.
Il disegno di legge proponeva di sottoporre a consultazione popolare due quesiti, con il primo proposto in due versioni. Per il primo quesito, la prima versione proponeva la piena devoluzione per la Scozia, con il Parlamento scozzese responsabile di "tutte le leggi, le imposte e le tasse in Scozia", ad eccezione degli "affari di difesa ed esteri, della regolamentazione finanziaria, della politica monetaria e della moneta" che sarebbero rimasti di competenza del governo britannico; la seconda versione prospettava una riforma fiscale sul modello di quella elaborata dalla commissione del Parlamento scozzese sulla devoluzione, con il riconoscimento di responsabilità e poteri aggiuntivi alla Scozia in materia di tassazione. Il secondo quesito, infine, proponeva di estendere i poteri del Parlamento scozzese per consentire il raggiungimento dell'indipendenza della Scozia.
Nel Parlamento scozzese, tuttavia, solo 50 membri (47 dello SNP, 2 verdi e una indipendente) su 129 appoggiavano la proposta. Il governo scozzese dovette ritirare il disegno di legge, non avendo ottenuto il sostegno dell'opposizione.
Il Partito Nazionale Scozzese ribadì il suo impegno per il referendum nel programma per le elezioni parlamentari scozzesi del 2011. Pochi giorni prima delle elezioni, Salmond dichiarò che la normativa per il referendum sarebbe stata presentata nella "seconda metà della legislatura", quando il Parlamento scozzese sarebbe stato dotato di maggiori poteri dopo l'approvazione di un disegno di legge sulla Scozia allora in discussione nel Parlamento britannico. Lo SNP ottenne la maggioranza assoluta alle elezioni, con 69 seggi su 129, guadagnando così un mandato per tenere un referendum sull'indipendenza.
Nel gennaio 2012, il governo del Regno Unito ha offerto una legislazione per fornire il Parlamento scozzese dei poteri di indire un referendum, purché questo fosse "giusto, legale e decisivo". Mentre il governo britannico lavorava sui dettagli legali della consultazione, compresa la tempistica del voto, Salmond annunciò l'intenzione di tenere il referendum nell'autunno del 2014. I negoziati tra i due governi proseguirono fino all'ottobre 2012, quando venne sottoscritto l'accordo di Edimburgo. 
La legge sull'elettorato attivo nel referendum, lo Scottish Independence Referendum (Franchise) Act 2013, venne approvato dal Parlamento scozzese il 27 giugno 2013 e ricevette il royal assent il 7 agosto 2013. Il 15 novembre 2013, il governo scozzese pubblicò un libro bianco di 670 pagine, dal titolo Scotland's Future, che delineava le modalità attraverso le quali la Scozia sarebbe potuta diventare un paese indipendente.

### Legalità
La consultazione del 2014 è stata quindi frutto di un accordo tra il governo del Regno Unito e il governo scozzese, il cosiddetto Accordo di Edimburgo, firmato il 15 ottobre 2012 dal primo ministro britannico David Cameron, dal segretario di Stato per la Scozia Michael Moore, dal primo ministro scozzese Alex Salmond e dalla vice-primo ministro scozzese Nicola Sturgeon.
Lo Scottish Independence Referendum Bill, il disegno di legge per stabilire le modalità di svolgimento del referendum, venne presentato il 21 marzo 2013 e approvato dal Parlamento scozzese il successivo 24 novembre. Il 17 dicembre 2013 ha ricevuto l'assenso reale.
Si era dibattuto a lungo sul potere del Parlamento scozzese di legiferare su un referendum relativo all'indipendenza, materia che la costituzione britannica riserva al Parlamento del Regno Unito. Il governo scozzese ha sostenuto nel 2010 di avere il potere per legiferare in materia, trattandosi allora di un "referendum consultivo sull'estensione dei poteri del Parlamento scozzese" che non avrebbe avuto "nessun effetto legale sull'Unione". Lord Wallace ha sostenuto nel gennaio 2012 che un referendum concernente la costituzione sarebbe al di fuori del potere legislativo del Parlamento di Edimburgo e che i privati avrebbero potuto impugnare il progetto di legge del Parlamento scozzese.
L'accordo di Edimburgo, firmato dal governo britannico e da quello scozzese, ha permesso un trasferimento temporaneo dell'autorità legale dal potere centrale alle autorità scozzesi. Conformemente all'accordo, infatti, il governo britannico elaborò un Order in Council che garantiva al Parlamento scozzese il potere necessario per tenere un referendum sull'indipendenza entro il 31 gennaio 2014. Il decreto è stato successivamente approvato con risoluzioni di entrambe le Camere del Parlamento britannico, e con il titolo The Scotland Act 1998 (Modification of Schedule 5) Order 2013 è stato approvato dalla Regina, seguendo il consiglio dei suoi ministri, in una riunione del Consiglio privato del 12 febbraio 2013.

### La posizione della Regina
La posizione ufficiale della monarchia è stata conforme alla tradizionale neutralità della Corona sugli affari politici del Regno Unito. Tuttavia, proprio alla vigilia del referendum la regina Elisabetta II, in una conversazione privata tenutasi in presenza della stampa che si assiepava all'uscita dalla cappella del castello di Balmoral, dichiarò che si augurava che la gente "pensasse con molta attenzione al suo futuro".

## Quesito referendario e norme elettorali
Il quesito posto dal referendum, così come raccomandato dalla Commissione elettorale, è stato:
(Testo del quesito referendario)
Gli elettori potevano votare solo Sì o No. Per essere approvata, la proposta di indipendenza doveva ottenere la maggioranza semplice. Con alcune eccezioni, potevano votare i residenti in Scozia che avevano compiuto i 16 anni.
Gli iscritti alle liste elettorali hanno raggiunto la cifra di 4.285.323 elettori, pari a circa il 97% degli aventi diritto, che rappresenta l'elettorato attivo più ampio che ci sia mai stato in Scozia.

## Soggetti e tematiche politiche
Yes Scotland è stato il principale gruppo a sostegno dell'indipendenza, mentre Better Together è stato il principale gruppo che sosteneva il No al referendum. Molti altri partiti politici, organizzazioni, imprese, giornali e personalità di spicco sono stati coinvolti nella campagna elettorale.
Alcuni dei temi dibattuti in relazione al referendum sono stati: la solidità economica della Scozia, la difesa nazionale, il mantenimento di rapporti con il Regno Unito e l'adesione alle organizzazioni internazionali, in particolare l'Unione europea e la NATO. Secondo il progetto di Salmond, se la maggioranza dei votanti si fosse pronunciata a favore dell'indipendenza, la Scozia sarebbe diventata uno Stato indipendente, ma reame del Commonwealth delle Nazioni, come il Canada e l'Australia. L'eventuale vittoria degli indipendentisti avrebbe sancito la fine, dopo 307 anni, dell'Atto di Unione.

## Processo elettorale

### Data ed elettorato
Il governo scozzese ha annunciato il 21 marzo 2013 che il referendum si sarebbe tenuto il 18 settembre 2014. Avevano diritto all'elettorato attivo nel referendum:
- i cittadini britannici residenti in Scozia;
- i cittadini dei paesi del Commonwealth residenti in Scozia;
- i cittadini dei paesi dell'Unione europea residenti in Scozia;
- i membri della Camera dei lord residenti in Scozia;
- il personale delle forze armate britanniche o del governo britannico (in servizio nel Regno Unito o all'estero) residente in Scozia.

Il termine per l'iscrizione alle liste elettorali è stato fissato al 2 settembre 2014. I detenuti condannati non poterono votare al referendum. La Corte europea dei diritti dell'uomo in passato aveva stabilito che questa restrizione è illegale, ma Lord Glennie, senatore del collegio di giustizia della Corte di sessione, ha sostenuto che il giudizio della Cedu debba applicarsi solo ai casi di elezioni parlamentari. Gli appelli contro la sua decisione sono stati rigettati sia dalla Court of Session che dalla Corte suprema del Regno Unito.
Il governo scozzese ha approvato la riduzione dell'età minima per votare al referendum dai 18 ai 16 anni, come parte del progetto dello SNP per ridurre l'età di voto in tutte le elezioni della Scozia. La riduzione è stata approvata dai laburisti, dai liberaldemocratici e dai verdi scozzesi.
Nel gennaio 2012, Elaine Murray, membro del Parlamento scozzese per il Partito laburista, ha sostenuto che il diritto di voto avrebbe dovuto essere esteso agli scozzesi residenti al di fuori della Scozia, includendo circa 800.000 scozzesi che vivono nel resto del Regno Unito. Il governo scozzese si è opposto, sostenendo che ciò avrebbe aumentato notevolmente la complessità del referendum e che le decisioni del Consiglio per i diritti umani delle Nazioni Unite evidenziavano come gli altri paesi "potrebbero mettere in discussione la legittimità del referendum se l'elettorato non fosse territoriale".
Nella Camera dei lord, la baronessa Symons ha sostenuto che al resto del Regno Unito avrebbe dovuto essere consentito di votare nel referendum per l'indipendenza scozzese, sulla base del fatto che il voto avrebbe influito sull'intero paese. Questo argomento è stato respinto dal governo britannico. L'avvocato generale per la Scozia, Lord Wallace, ha sostenuto che la decisione sul lasciare o meno il Regno Unito spetta solamente alla Scozia. Wallace ha anche sottolineato che solo 2 degli 11 referendum tenutisi dal 1973 nel Regno Unito si sono svolti in tutto il paese. Il professor John Curtice ha anche sostenuto che il referendum sulla sovranità dell'Irlanda del Nord nel 1973 ha creato un precedente per consentire solo ai residenti in una parte del Regno Unito di votare sulla propria sovranità.

### Supervisione
La Commissione elettorale nazionale è stata responsabile della supervisione del referendum, "ad eccezione della conduzione dello scrutinio, dell'annuncio del risultato e della concessione di sussidi. Nel suo ruolo di regolazione della campagna e delle spese elettorali, la Commissione elettorale farà rapporto al Parlamento scozzese [...] Lo scrutinio e il conteggio verranno gestiti nello stesso modo delle elezioni [locali] da scrutatori locali [...] e diretti da uno Chief Counting Officer". 
L'accordo di Edimburgo ha stabilito che la formulazione del quesito referendario sarebbe stata decisa dal Parlamento scozzese ed esaminata dalla Commissione elettorale per quanto riguarda l'intelligibilità. Il governo scozzese ha dichiarato che la sua formulazione preferita del quesito era:
(Testo del quesito referendario proposto dal governo scozzese)
La Commissione Elettorale ha testato la domanda proposta insieme ad altre tre versioni possibili. La ricerca ha rilevato che la prefazione "Do you agree" rendeva il quesito una domanda allusiva, con maggiori probabilità di ottenere una risposta positiva. Il quesito è stato modificato nella formulazione "Should Scotland be an independent country?", che la Commissione elettorale ha trovato essere la più neutra e concisa delle versioni testate.
La chiarezza e la brevità del quesito utilizzato in Scozia contrasta con le formulazioni utilizzate nei referendum sulla sovranità del Québec tenutisi nel 1980 e nel 1995.

### Campagna elettorale

Logo utilizzato da Yes Scotland

La campagna a favore dell'indipendenza scozzese, Yes Scotland, è stata lanciata il 25 maggio 2012. Il suo direttore generale è stato Blair Jenkins, ex direttore della radiodiffusione della STV e responsabile delle notizie e dell'attualità sia della STV che della BBC Scotland. La campagna è stata sostenuta dal Partito nazionale scozzese, dal Partito verde scozzese (che ha anche creato "la propria campagna pro-indipendenza per affiancare Yes Scotland") e dal Partito Socialista Scozzese. Al suo lancio, Salmond ha dichiarato che sperava di raggiungere in Scozia un milione di firme per una dichiarazione a favore dell'indipendenza. Il 22 agosto 2014, Yes Scotland ha annunciato che l'obiettivo di un milione di firme era stato superato.
La campagna a favore del No al referendum, Better Together, è stata lanciata il 25 giugno 2012. È stata guidata dal laburista Alistair Darling, ex Cancelliere dello Scacchiere, e ha avuto il supporto del Partito conservatore, Partito laburista e dei liberaldemocratici.

### Posizione dei principali partiti scozzesi nei confronti dell'indipendenza
| Partito                            | Posizione |
| ---------------------------------- | --------- |
| Liberal Democratici Scozzesi (SLD) | No        |
| Partito dei Confini (BP)           | No        |
| Partito Conservatore Scozzese (SC) | No        |
| Partito Laburista Scozzese (SL)    | No        |
| Partito Nazionale Scozzese (SNP)   | Sì        |
| Partito Socialista Scozzese (SSP)  | Sì        |
| Partito Verde Scozzese (SGP)       | Sì        |

## Risultato complessivo

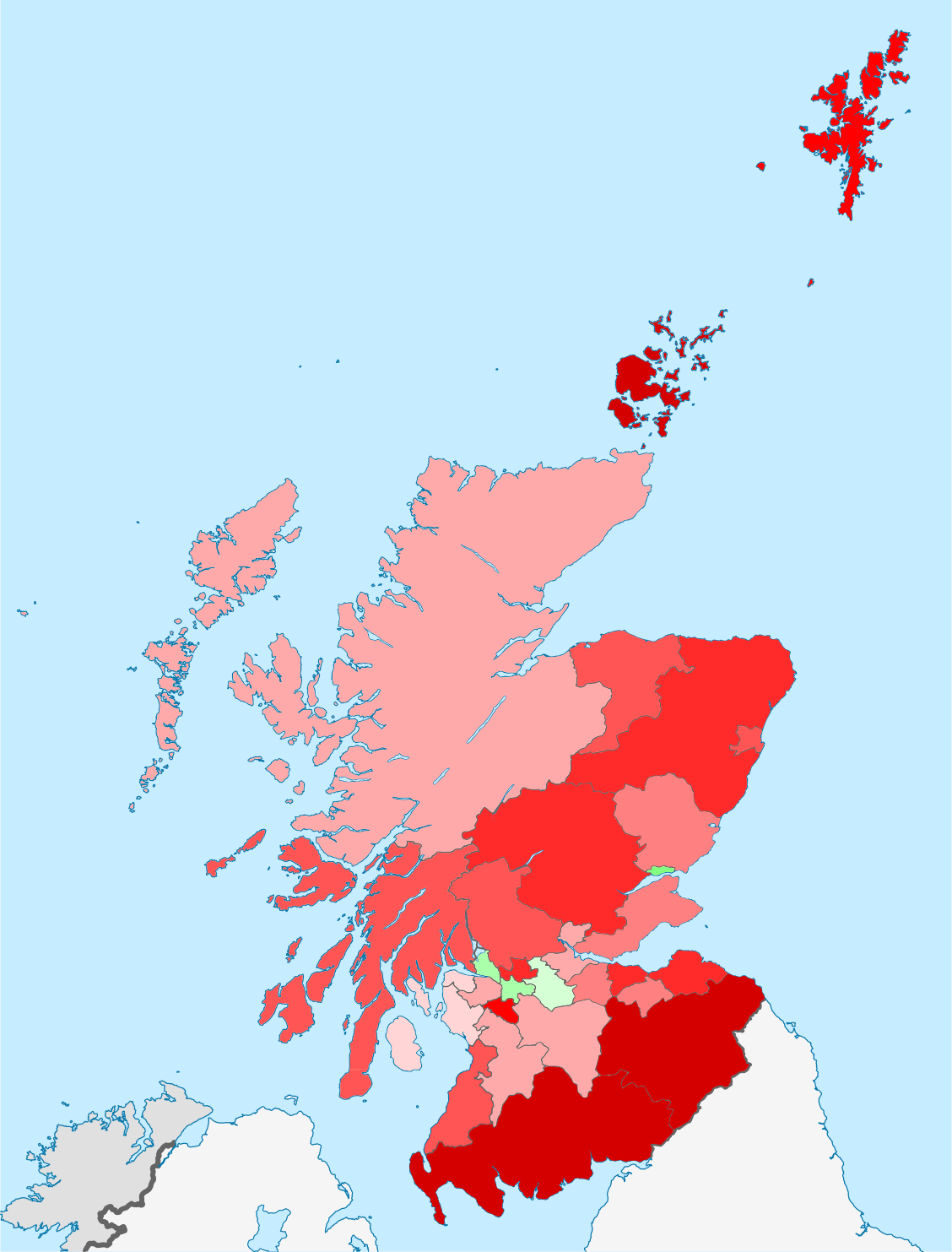
In rosso le aree amministrative in cui ha vinto il "No", in verde quelle in cui ha prevalso il "Sì"

|                        | totale    | percentuale (%) | percentuale (%)             |
| ---------------------- | --------- | --------------- | --------------------------- |
| Elettori registrati    | 4 283 392 |                 |                             |
| Votanti                | 3 623 344 | 84,59%          | (su n. elettori registrati) |
| Schede bianche e nulle | 3 429     | 0,09%           | (su n. votanti)             |
| Voti validi            | 3 619 915 | 99,91%          | (su n. votanti)             |

|                      |    | Voti      | %     |
| -------------------- | -- | --------- | ----- |
| RISPOSTA NEGATIVA    | No | 2 001 926 | 55,3% |
| RISPOSTA AFFERMATIVA | Sì | 1 617 989 | 44,7% |
| Totale voti validi   |    | 3 619 915 | 100%  |

Fonte:scotreferendum.info

## Risultati per area
| Area amministrativa        | Sì        | No        | Sì (%) | No (%) | Voti totali | Affluenza |
| -------------------------- | --------- | --------- | ------ | ------ | ----------- | --------- |
| Aberdeen                   | 59.390    | 84.094    | 41,4%  | 58,6%  | 143.484     | 81,7%     |
| Aberdeenshire              | 71.337    | 108.606   | 39,6%  | 60,4%  | 179.943     | 87,2%     |
| Angus                      | 35.044    | 45.192    | 43,7%  | 56,3%  | 80.236      | 85,7%     |
| Argyll e Bute              | 26.324    | 37.143    | 41,5%  | 58,5%  | 63.467      | 88,2%     |
| Ayrshire Meridionale       | 34.402    | 47.247    | 42,1%  | 57,9%  | 81.649      | 86,1%     |
| Ayrshire Orientale         | 39.762    | 44.442    | 47,2%  | 52,8%  | 84.204      | 84,5%     |
| Ayrshire Settentrionale    | 47.072    | 49.016    | 48,9%  | 51,1%  | 96.088      | 84,4%     |
| Clackmannanshire           | 16.350    | 19.036    | 46,2%  | 53,8%  | 35.386      | 88,6%     |
| Dumfries e Galloway        | 36.614    | 70.039    | 34,3%  | 65,7%  | 106.653     | 87,5%     |
| Dunbartonshire Occidentale | 33.720    | 28.676    | 54,0%  | 46,0%  | 62.396      | 87,9%     |
| Dunbartonshire Orientale   | 30.624    | 48.314    | 38,8%  | 61,2%  | 78.938      | 91,0%     |
| Dundee                     | 53.620    | 39.880    | 57,3%  | 42,7%  | 93.500      | 78,8%     |
| Ebridi Esterne             | 9.195     | 10.544    | 46,6%  | 53,4%  | 19.739      | 86,2%     |
| Edimburgo                  | 123.927   | 194.638   | 38,9%  | 61,1%  | 318.565     | 84,4%     |
| Falkirk                    | 50.489    | 58.030    | 46,5%  | 53,5%  | 108.519     | 88,7%     |
| Fife                       | 114.148   | 139.788   | 45,0%  | 55,0%  | 253.936     | 84,1%     |
| Glasgow                    | 194.739   | 169.347   | 53,5%  | 46,5%  | 364.086     | 75,0%     |
| Highland                   | 78.069    | 87.739    | 47,1%  | 52,9%  | 190.778     | 87,0%     |
| Inverclyde                 | 27.243    | 27.329    | 49,9%  | 50,1%  | 54.572      | 87,4%     |
| Lanarkshire Meridionale    | 100.990   | 121.800   | 45,3%  | 54,7%  | 222.790     | 85,3%     |
| Lanarkshire Settentrionale | 115.783   | 110.922   | 51,0%  | 48,9%  | 226.705     | 84,4%     |
| Lothian Occidentale        | 53.342    | 65.682    | 44,8%  | 55,2%  | 119.024     | 86,2%     |
| Lothian Orientale          | 27.467    | 44.283    | 38,3%  | 61,7%  | 71.750      | 87,6%     |
| Midlothian                 | 26.370    | 33.972    | 43,7%  | 56,3%  | 60.342      | 86,8%     |
| Moray                      | 27.232    | 36.935    | 42,4%  | 57,6%  | 64.167      | 85,4%     |
| Orcadi                     | 4.883     | 10.004    | 32,8%  | 67,2%  | 14.887      | 83,7%     |
| Perth e Kinross            | 41.475    | 62.714    | 39,8%  | 60,2%  | 104.189     | 86,9%     |
| Renfrewshire               | 55.466    | 62.067    | 47,2%  | 52,8%  | 117.533     | 87,3%     |
| Renfrewshire Orientale     | 24.287    | 41.690    | 36,8%  | 63,2%  | 65.977      | 90,4%     |
| Scottish Borders           | 27.906    | 55.553    | 33,4%  | 66,6%  | 83.459      | 87,4%     |
| Shetland                   | 5.669     | 9.951     | 36,3%  | 63,7%  | 15.620      | 84,4%     |
| Stirling                   | 25.010    | 37.153    | 40,2%  | 59,8%  | 62.163      | 90,1%     |
| Totale                     | 1.617.989 | 2.001.926 | 44,70% | 55,30% | 3.619.915   | 84,6%     |

Fonte:scotreferendum.info

## Commento dei risultati
Il minor astensionismo si è avuto nel Dunbartonshire Orientale dove ha votato il 91% della popolazione avente diritto, mentre il maggior astensionismo c'è stato a Glasgow dove ha votato il 75% degli aventi diritto al voto.
I favorevoli all'indipendenza sono risultati in maggioranza solo in quattro zone amministrative delle Lowlands (Dunbartonshire Occidentale, Dundee, Glasgow e Lanarkshire Settentrionale). Le uniche due città scozzesi a maggioranza indipendentista risultano Glasgow e Dundee, la prima e la quarta città scozzese.